# Sedmá rota za úplňku
Sedmá rota za úplňku je francouzský komediální film z roku 1977, třetí a poslední díl trilogie o sedmé rotě. Snímek natočil francouzský režisér Robert Lamoureux, jde o komediální parodii na válečný film, která se odehrává v době nacistické okupace Francie během druhé světové války.

## Děj
Chaudard, Pitivier a Tassin jsou již z vojny propuštěni do civilu. Pitivier a Tassin jednoho dne navštíví Chaudarda v jeho krámku a rozhodnou se, že v noci půjdou na zajíce. Avšak pro loviště si vybrali louku, kde mělo po signálu baterkou přistát britské letadlo. Ke všemu byla louka obklíčena gestapem. Poté, co z obklíčení utečou, jsou Němci pronásledování jako členové Hnutí odporu. Nakonec jsou i samotnými Francouzi považováni za partyzány.

## Obsazení
| Jean Lefebvre  | Pitivier            |
| Pierre Mondy   | seržant Chaudard    |
| Henri Guybet   | Tassin              |
| Gérard Jugnot  | Gorgeton            |
| Patricia Karim | Suzanne Chaudardová |